# 東方三博士の礼拝 (ギルランダイオ、捨て子養育院美術館)
『東方三博士の礼拝』（とうほうさんはかせのれいはい、伊: L'Adorazione dei Magi degli Innocenti, 英: The Adoration of the Magi）は、ルネサンス期のイタリアの画家ドメニコ・ギルランダイオが1485年から1488年に制作した絵画である。テンペラ画。主題は『新約聖書』「マタイによる福音書」で述べられている東方三博士の礼拝から取られている。ギルランダイオの代表作の1つ。プレデッラはギルランダイオの助手である画家バルトロメオ・ディ・ジョバンニによって制作された。現在はフィレンツェの捨て子養育院美術館に所蔵されている。

## 制作経緯
1485年10月28日、ギルランダイオはフィレンツェの児童養護施設である捨て子養育院の院長フランチェスコ・ディ・ジョヴァンニ・テゾーリ（Francesco di Giovanni Tesori）の発注で、養育院付属のサンタ・マリア・デッリ・イノチェンティ教会（church of Santa Maria degli Innocenti）の主祭壇画の制作に関する詳細な契約書に署名した。主題である東方三博士の礼拝は15世紀のフィレンツェ美術において一般的なテーマであった。契約書では発注者が承認した図像に従い、貴重な顔料を使用すること、（工房の助手を頻繁に利用することを避けるため）ギルランダイオ自身が絵画を描かなければならないことが明記されていた。制作は30か月以内に完了することが求められ、報酬として115フローリンが約束された。

## 主題
「マタイによる福音書」2章によると、東方の地で偉大な王の誕生を知らせる星を見た三博士は、祝福するべくエルサレムを訪れた。彼らがヘロデ王にユダヤ人の王として生まれた赤子がどこにいるのかと尋ねると、不安を感じたヘロデ王は司祭長や学者たちを集めてメシアがどこに生まれるのかを問い質した。すると彼らは「ベツレヘムに生まれる」と答えた。そこでヘロデ王は博士たちに子供を見つけたら知らせるよう言ってベツレヘムに送り出した。博士たちが出発すると、以前見た星が現れて先導し、イエス・キリストがいる家の場所で止まった。博士たちが家に入ると聖母マリアと幼いイエスを発見した。彼らはイエスを礼拝し、黄金、乳香、没薬を捧げたのち帰国した。

## 作品

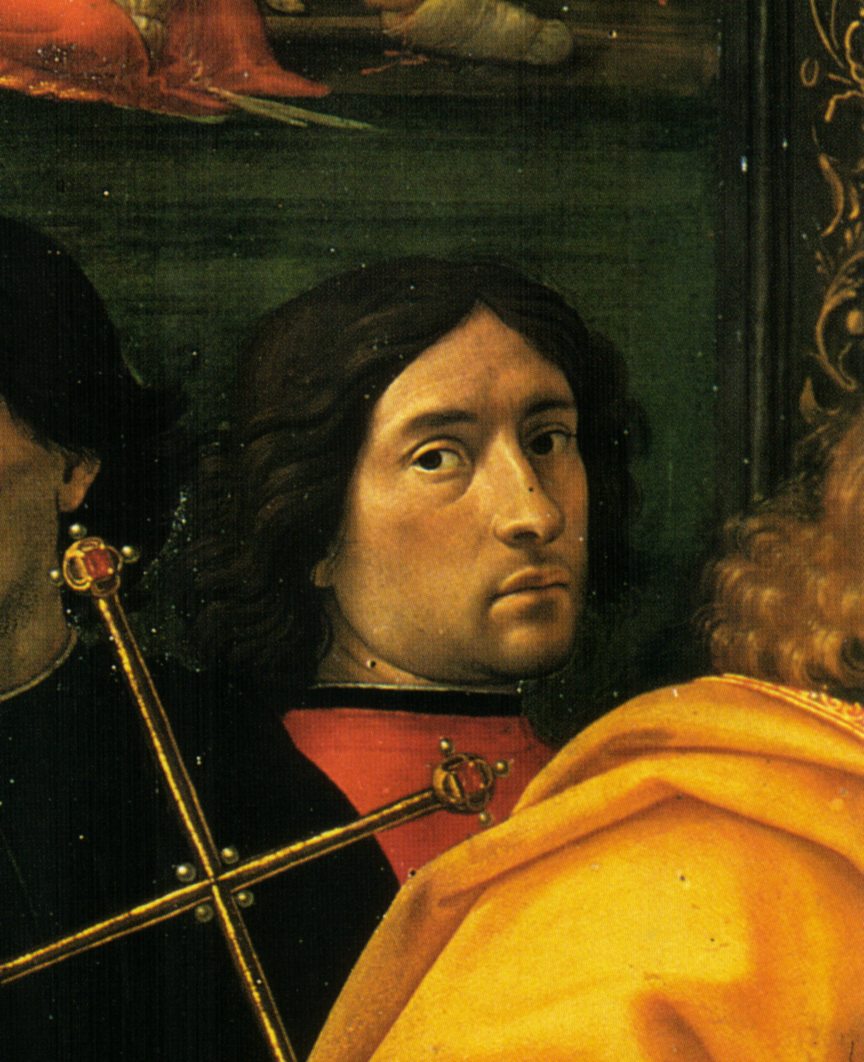
自画像。

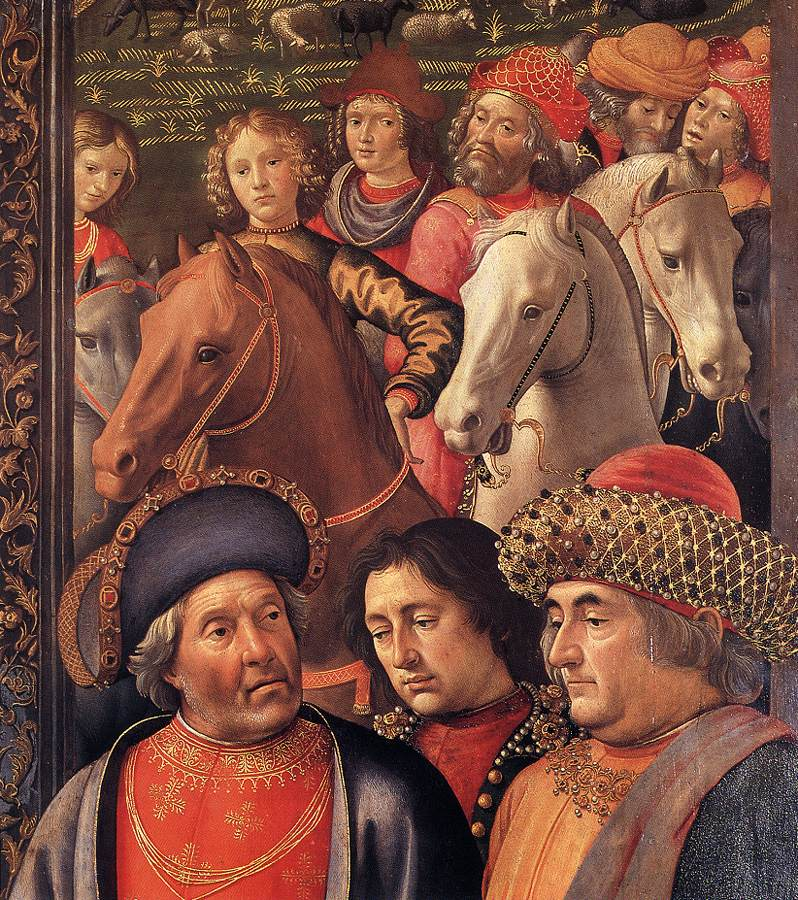
画面右の人物たち。

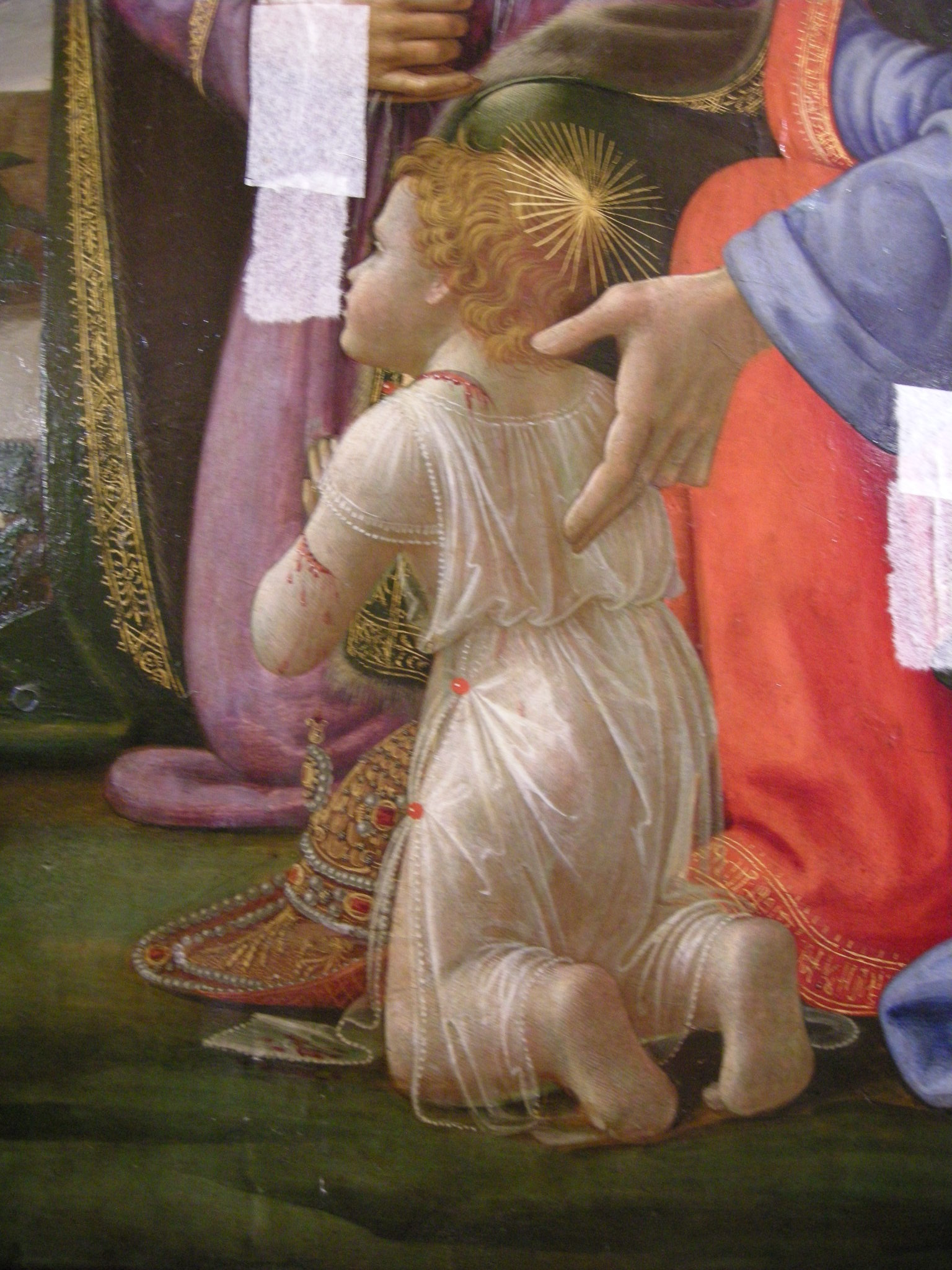
孤児の1人。

この『東方三博士の礼拝』の場面はサンドロ・ボッティチェッリによるサンタ・マリア・ノヴェッラ教会の『東方三博士の礼拝』（1475年頃）やレオナルド・ダ・ヴィンチの『東方三博士の礼拝』（1481年-1482年）の初期の革新を拡張してる。聖母はピラミッド型の構図の中で中心的な位置を占めている。幼児キリストは三博士や他の観衆に提示するため、聖母によって抱き上げられている。三博士のうち2人は構図の底部に配置され、ある者はキリストの足に接吻し、別の者は胸に手を当ててひざまずいている。最後の1人は画面左側に立ち、黄色と赤のマントを着て、豪華な装飾が施された聖杯を贈っている。伝統によれば、彼らは人間の3つの異なる時代、つまり青年、壮年、老年を表している。その横ではラクダの毛皮をまとい十字架を携えた洗礼者聖ヨハネがひざまずき、鑑賞者のほうを見つめながら（同時代的なテーマに沿って）キリストを指差している。また福音記者の聖ヨハネは傷を負った少年を提示している。反対側には養育院が世話する孤児（イノチェンティ, innocenti）を暗示する別の少年がいる。少年たちは画面左の背景に描かれている幼児虐殺の場面によっても言及されている。
場面に登場する伝統的な牛とロバは聖ヨセフとともに背後から聖母を囲んでいる。馬小屋にはキリスト教に取って代わられる異教の衰退を象徴する未完成のレンガの壁がある。天井は鍍金されたコリント式柱頭で装飾された4本の石柱で支えられている。その上方では、4人の天使が栄光の聖歌の楽譜と冒頭の言葉がテトラグラムで記されたカルトゥーシュを持っている。
ギルランダイオは画面左端の前景に、黒い衣服を着た寄進者フランチェスコ・ディ・ジョヴァンニ・テゾーリと、鑑賞者の方を見つめる画家自身の自画像を含む一連の人物を描いた。画面右端には東方三博士の行列の中に、豪華な服を着た3人の男性を描いており、養育院の主要な財政支援者であったフィレンツェの毛織物組合アルテ・デッラ・セータの主要メンバーであると特定されている。彼らの上方では、行列は遠くまで続き、1488年の日付（MCCCCLXXXVIII）が刻まれたアーチの下を通過している。このアーチはおそらく異教とキリスト教の間の変遷期に起きた崩壊のもう一つの象徴である。5頭の馬はわずか2枚のカルトンを用い、馬の頭部にいくつかの小さなバリエーションを加えて描かれた。画面右の遠景には、飛翔する天使が羊飼いにキリストの誕生を告知する様子が描かれている。最後に、聖母の背後のレンガの壁の向こう側から平信徒と教会書記が礼拝の場面を観察している。
遠景には丘や山があり、多くの船が行き交う湖と湖畔の都市の風景が広がっている。画面左の遠景にある都市はローマを象徴的に表している。建造物には、コロッセオ、トラヤヌスの記念柱、ミリツィエの塔、ガイウス・ケスティウスのピラミッドなどがある。

## プレデッラ

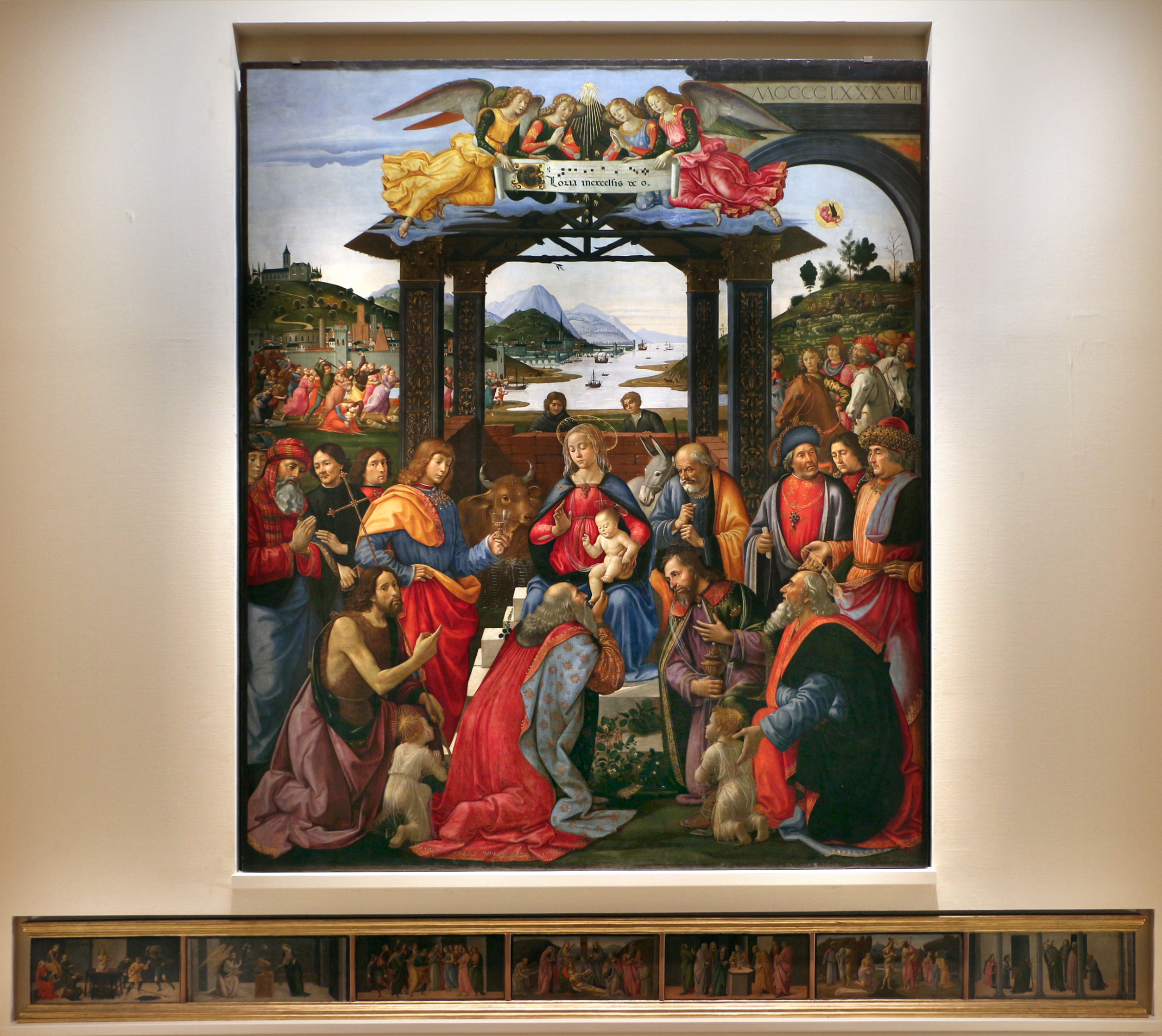
現在の展示。

バルトロメオ・ディ・ジョヴァンニが制作した7点のプレデッラには、聖人たちの物語と聖母マリアの生涯が描かれている。すなわち「福音記者聖ヨハネの殉教」（Martirio di san Giovanni Evangelista）、「受胎告知」（Annunciazione）、「聖母の結婚」（Sposalizio della Vergine）、「イエスの神殿奉献と割礼」（Presentazione al Tempio e circoncisione di Gesù）、「キリストの洗礼」（Battesimo di Cristo）、「キリストの埋葬」（Deposizione dalla Croce）、「サンタ・マリア・デリ・イノチェンティ教会を奉献する聖アントニノ・ピロッツィ」（Consacrazione della chiesa di Santa Maria degli Innocenti）。
祭壇画の一部はプレデラの制作者によって描かれたとも考えられている。それはバーナード・ベレンソンによれば幼児虐殺であり、ルチャーノ・ベロッシによれば聖母の背後の2人の男性と画面右上の人物たちであるという。

## 来歴
額縁は建築家ジュリアーノ・ダ・サンガッロのデザインに基づいて、1486年にアントニオ・ディ・フランチェスコ ディ・バルトロ（Antonio di Francesco di Bartolo）に発注されたが、プレデッラは1615年に分離された。さらにオリジナルの額縁はのちに教会の内装が一新され、祭壇画が撤去された1786年に破壊された。1917年に養育院の美術館に移され、1971年に再び元のプレデッラと組み合わされた。

## ギャラリー
ディテール

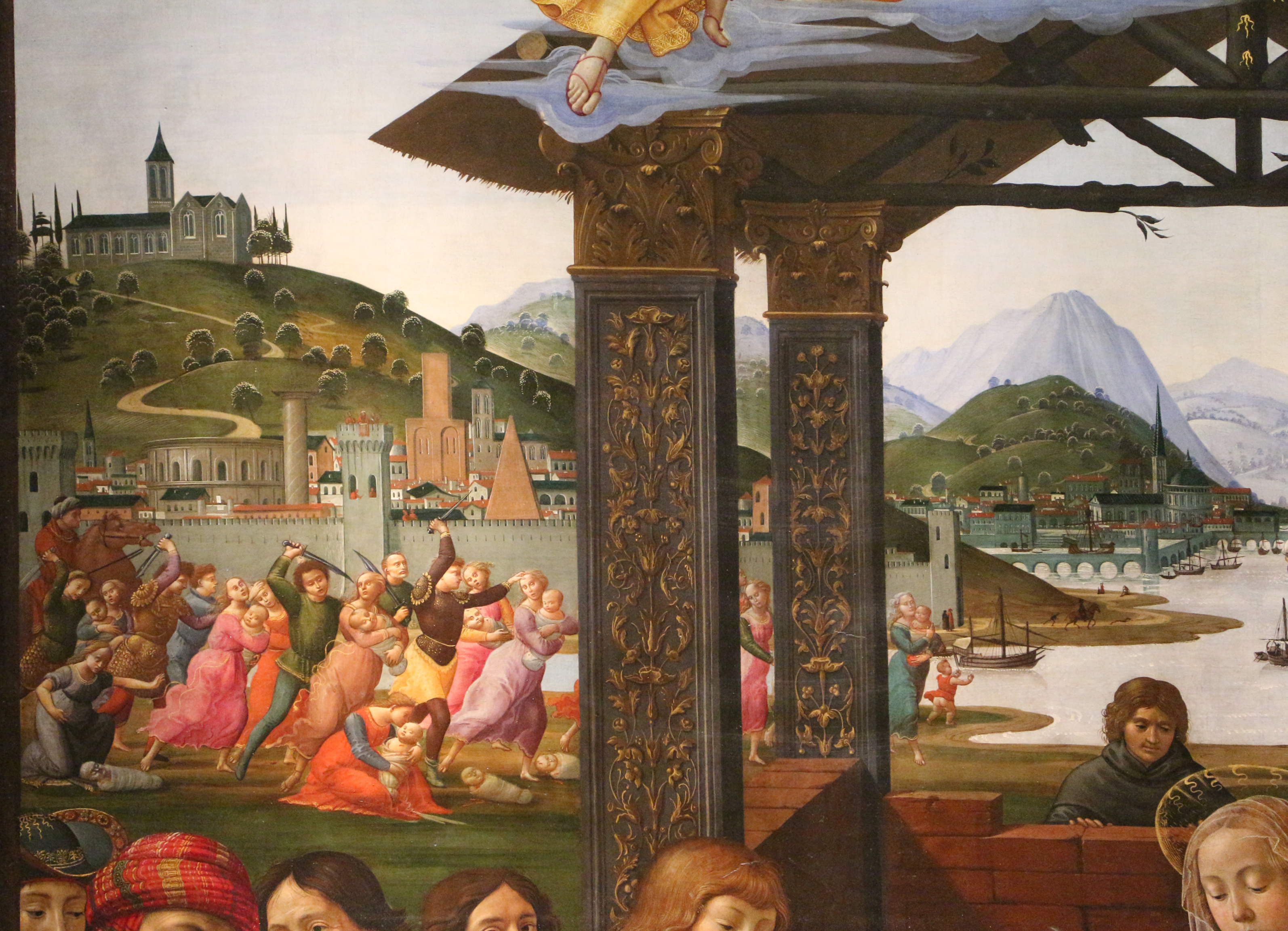
幼児虐殺と遠景の都市風景
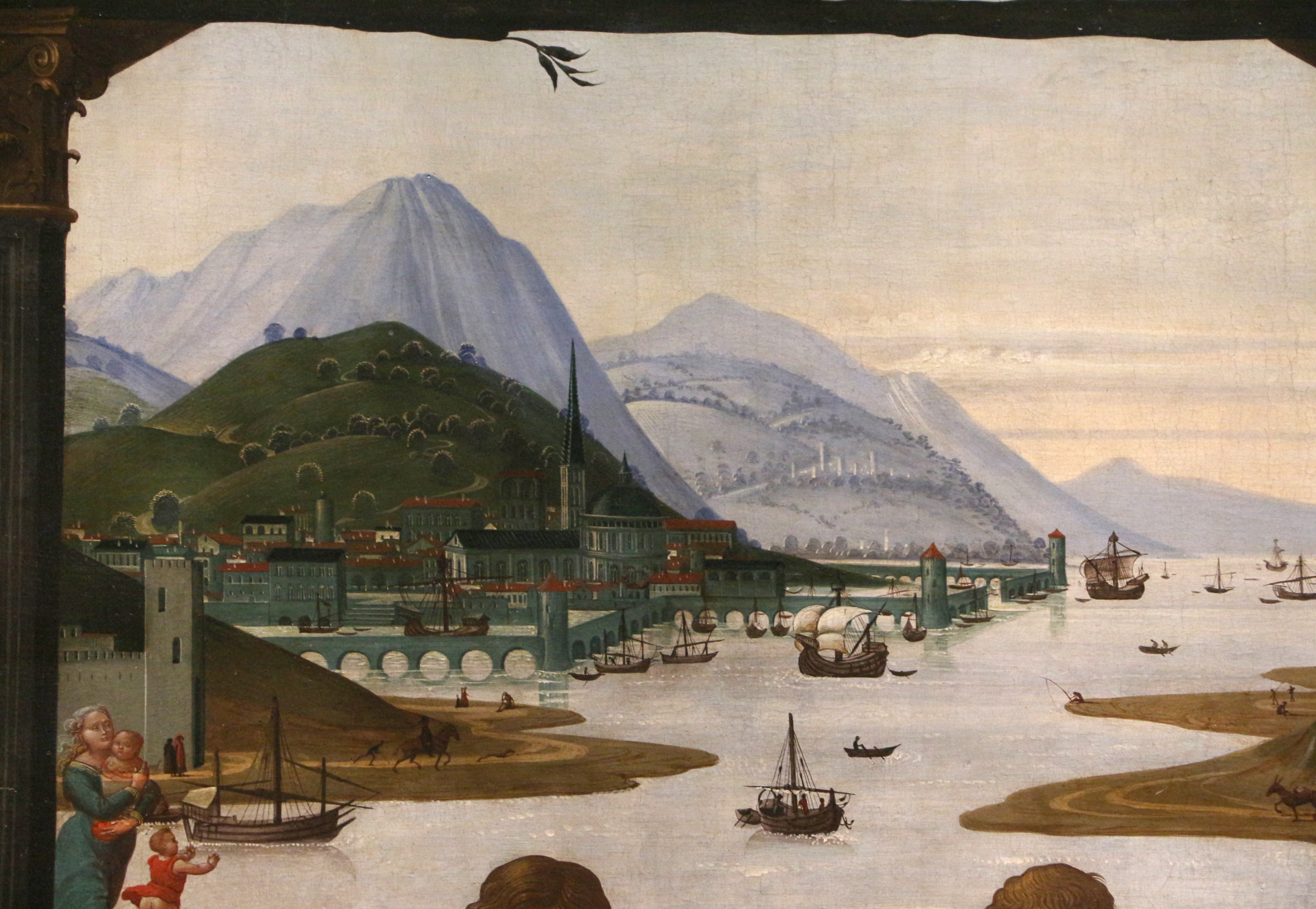
遠景の湖畔と行き交う船の風景

フレデッラ

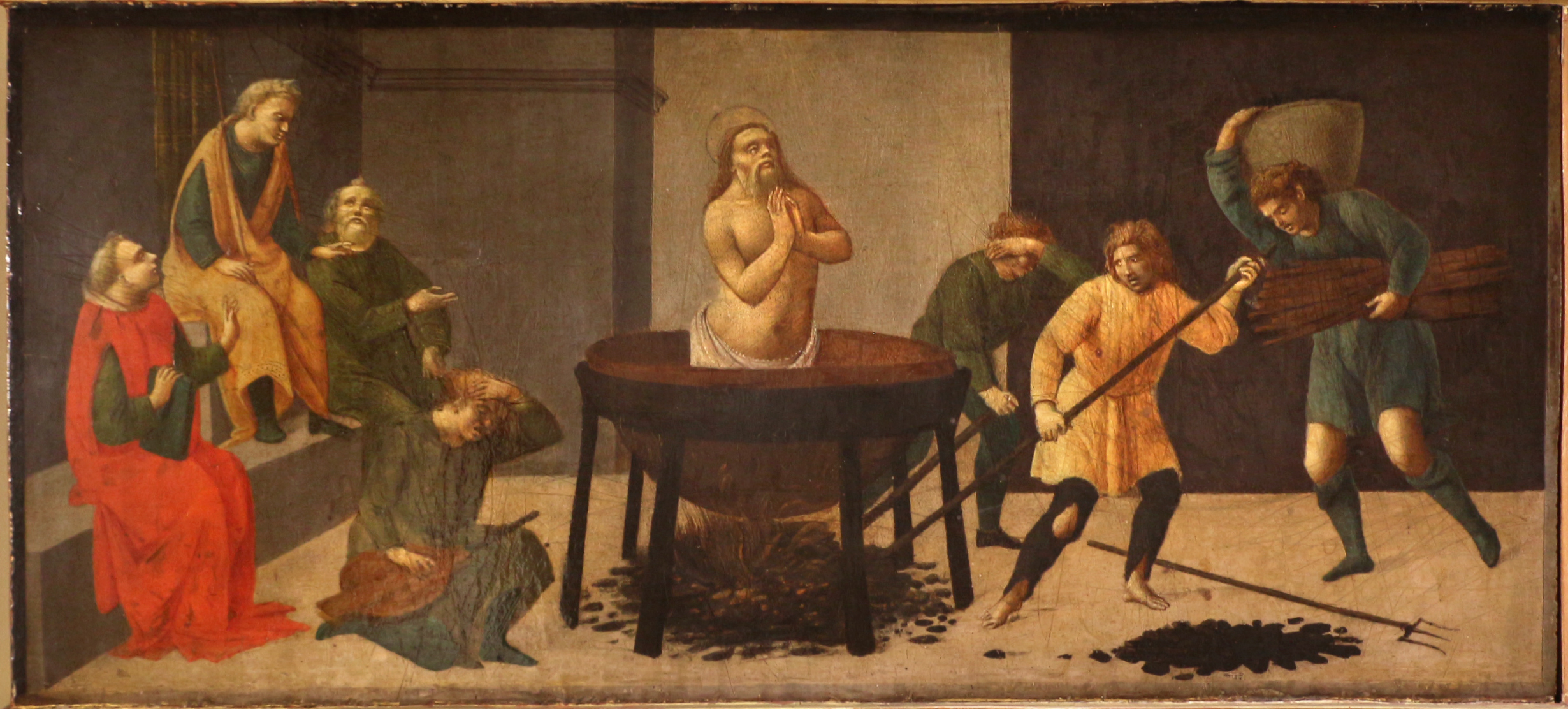
「福音記者聖ヨハネの殉教」
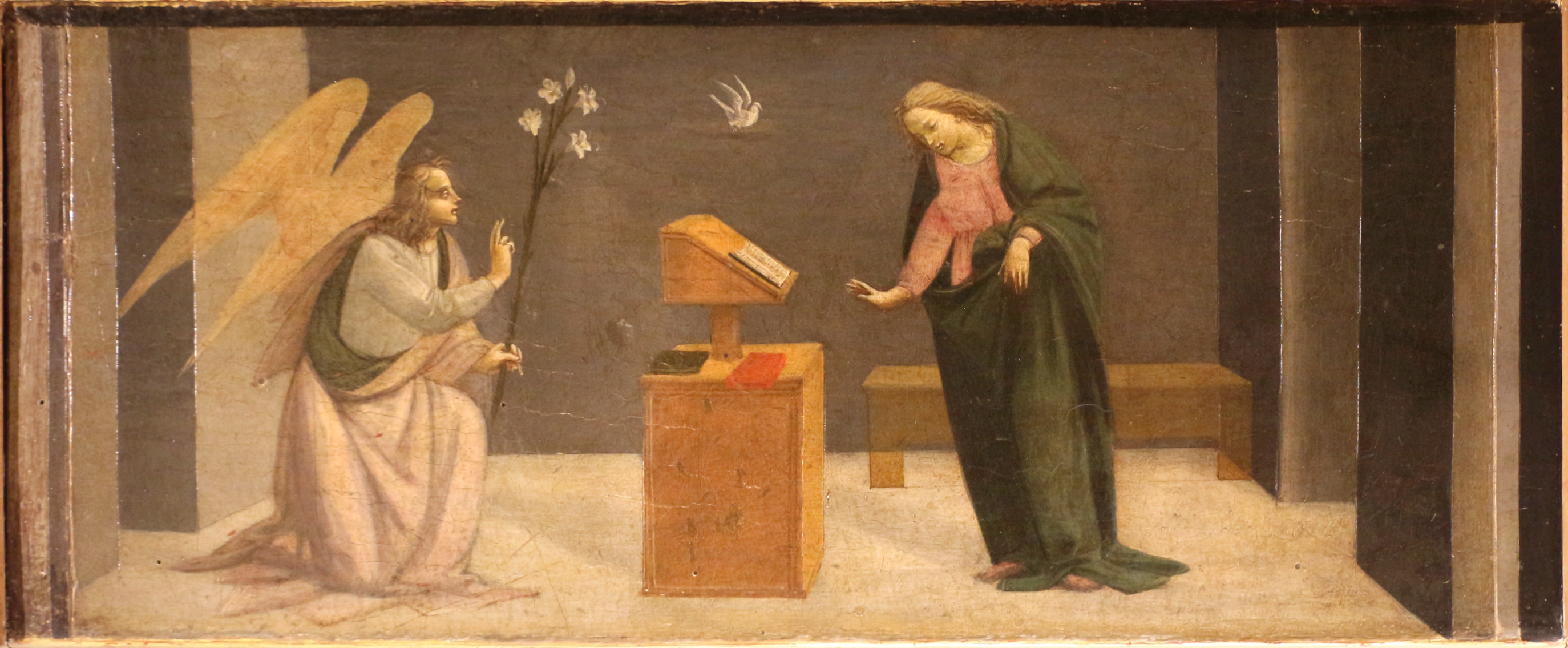
「受胎告知」
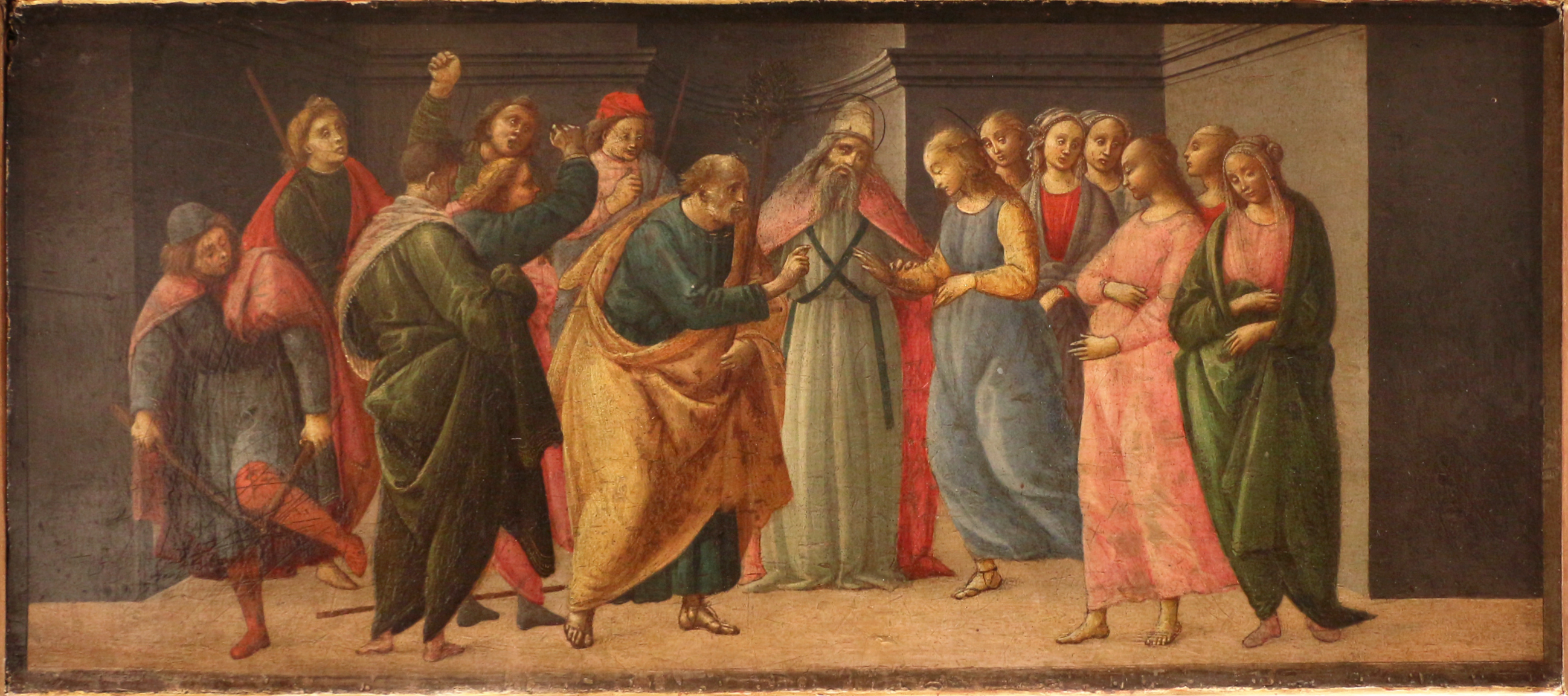
「聖母の結婚」
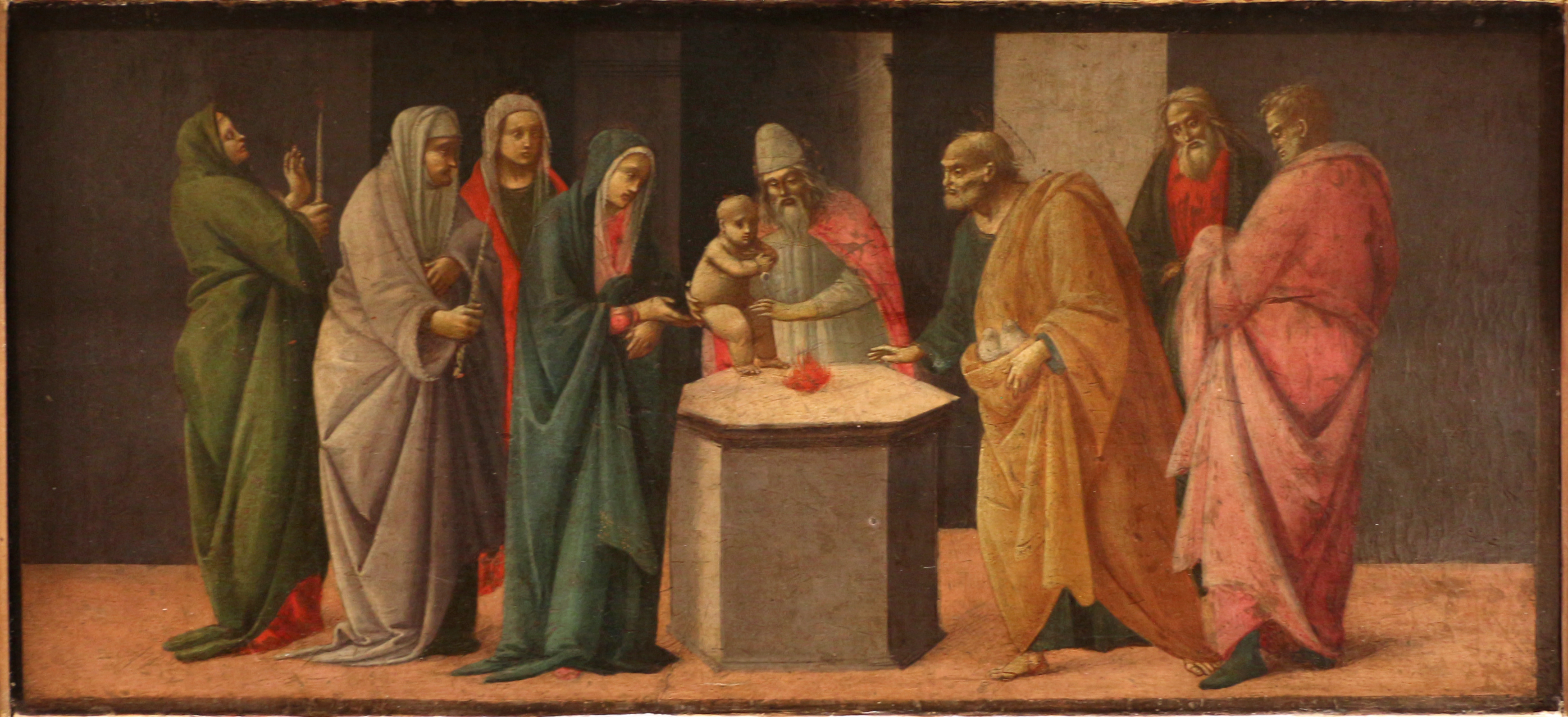
「イエスの神殿奉献と割礼」
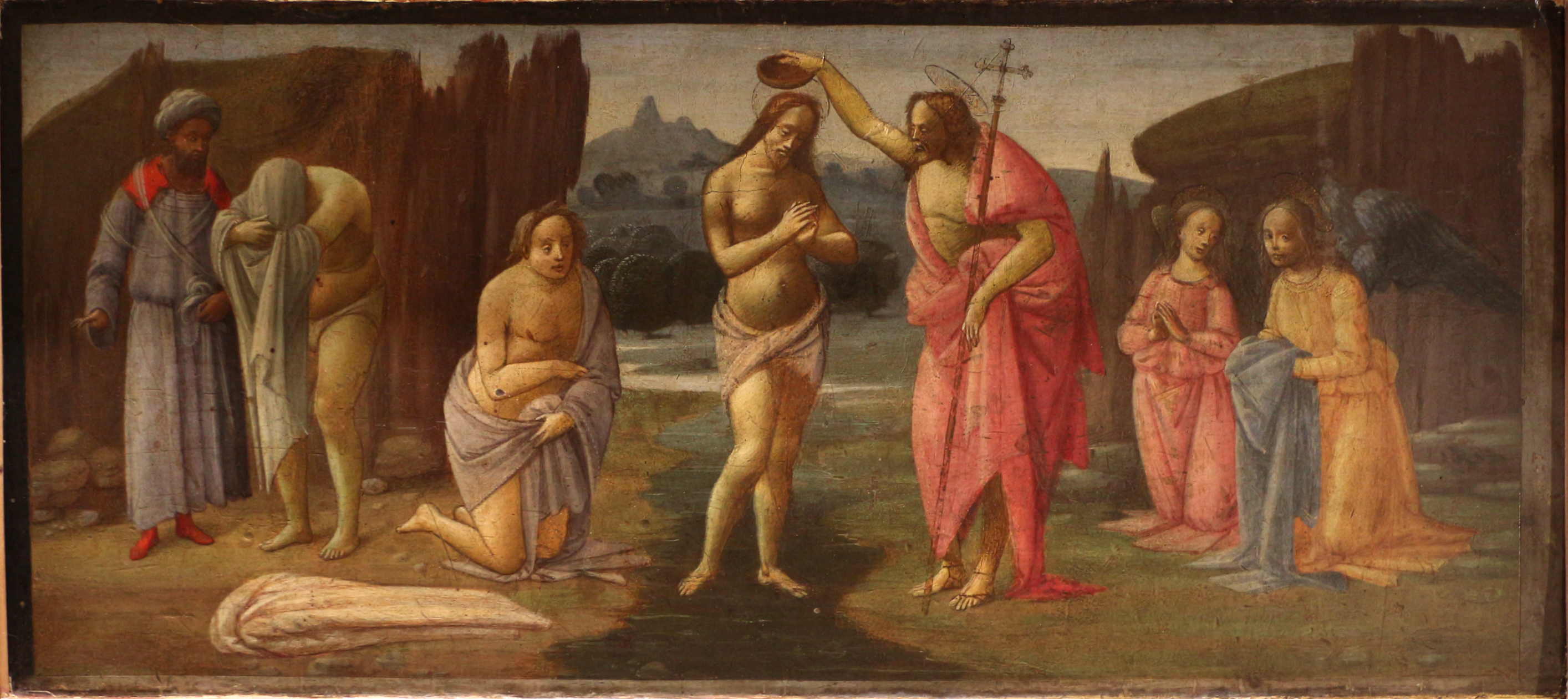
「キリストの洗礼」
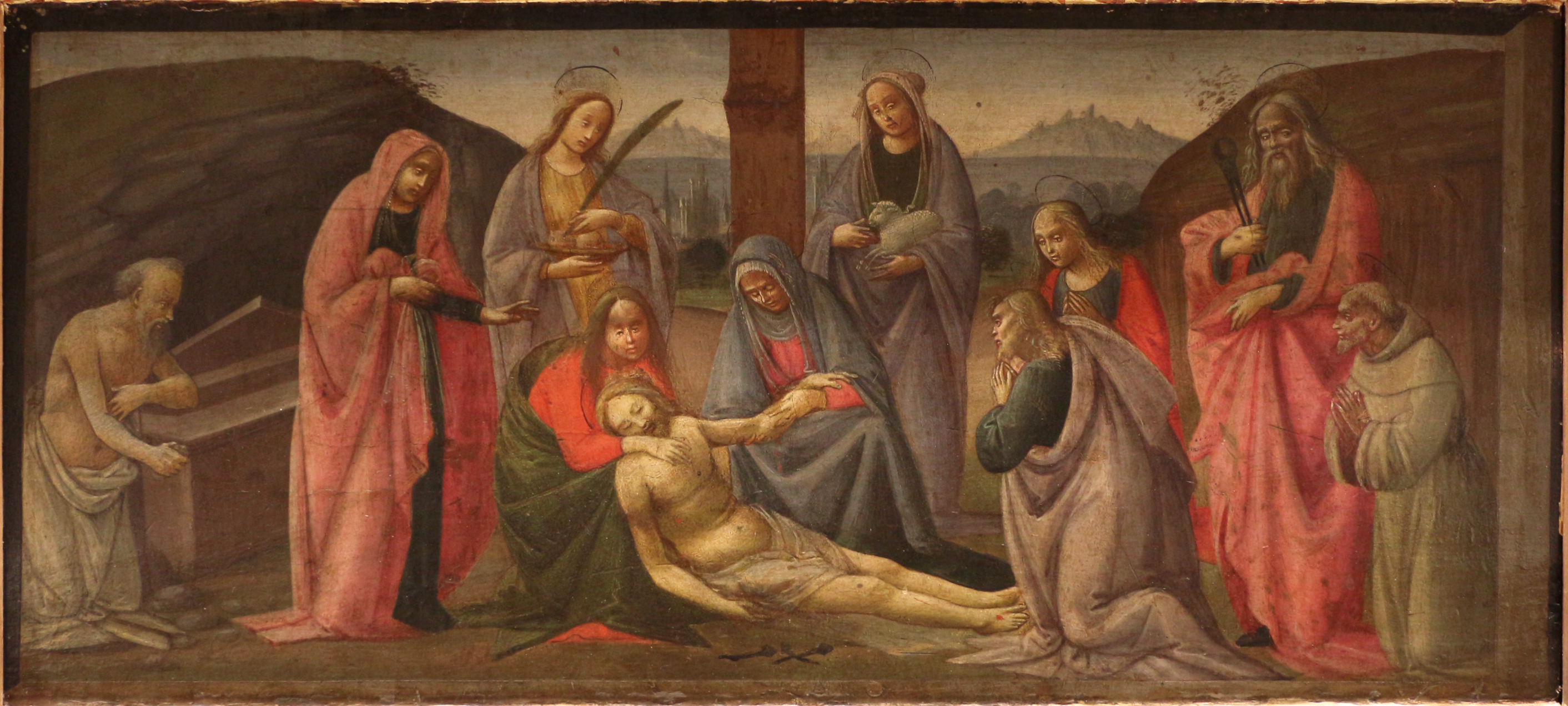
「キリストの埋葬」
「サンタ・マリア・デリ・イノチェンティ教会を奉献する聖アントニノ・ピロッツィ」